# Andrés Fernández
Andrés Fernández est un footballeur espagnol, né le 17 décembre 1986 à Murcie. Il évolue au poste de gardien de but.

## Palmarès

### En club
Vierge

### Distinctions personnelles
- Meilleur gardien de la Liga Adelante en 2010-2011.